# Euplectellidae
Euplectellidae é uma família de esponjas marinhas da ordem Lyssacinosida.

## Gêneros
Subfamília Bolosominae Tabachnick, 2002
- Amphidiscella Tabachnick e Lévi, 1997
- Bolosoma Schulze, 1904
- Caledoniella Tabachnick e Lévi, 2002
- Caulocalyx Schulze, 1886
- Hyalostylus Schulze, 1886
- Saccocalyx Schulze, 1895
- Trachycaulus Schulze, 1886
- Vityaziella Tabachnick, 1997

Subfamília Corbitellinae Ijima, 1902
- Atlantisella Tabachnick, 2002
- Corbitella Gray, 1867
- Dictyaulus Schulze, 1895
- Dictyocalyx Schulze, 1886
- Hertwigia Schmidt, 1880
- Heterotella Gray, 1867
- Ijimaiella Tabachnick, 2002
- Pseudoplectella Tabachnick, 1990
- Regadrella Schmidt, 1880
- Rhabdopectella Schmidt, 1880
- Symplectella Dendy, 1924
- Walteria Schulze, 1886

Subfamília Euplectellinae Gray, 1867
- Acoelocalyx Topsent, 1910
- Chaunangium Schulze, 1904
- Docosaccus Topsent, 1910
- Euplectella Owen, 1841
- Holascus Schulze, 1886
- Malacosaccus Schulze, 1886
- Placopegma Schulze, 1895